# Франкфуртский венец

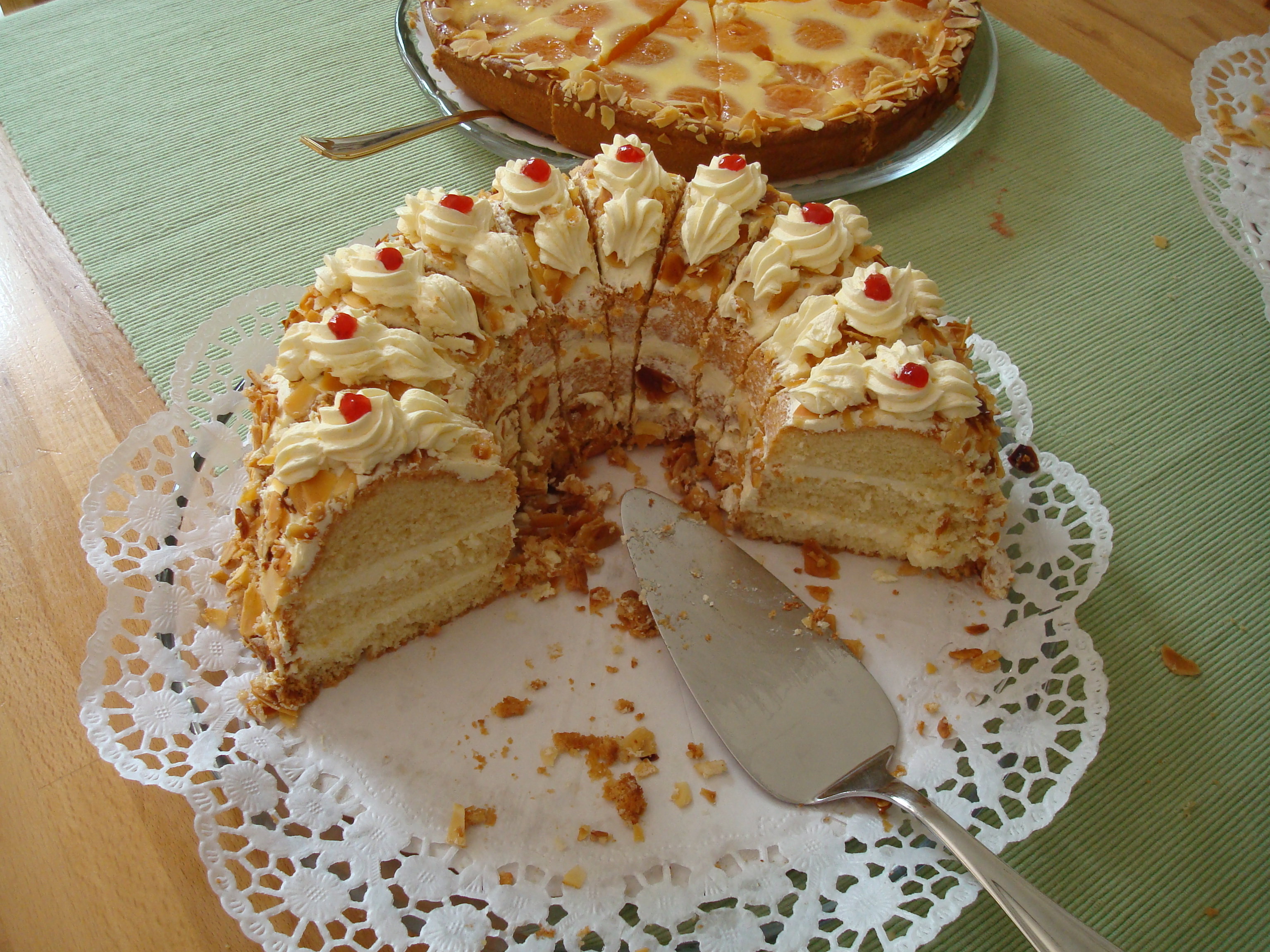
«Франкфуртский венец», украшенный масляным кремом, грильяжем и коктейльной вишней

— Но мы ещё выпьем у вас по чашечке кофе? Мы привезли биненштих и «франкфуртский венец».
«Франкфуртский венец» (также «Франкфуртский венок», нем. Frankfurter Kranz) — немецкий кремовый торт кольцеобразной формы, прослоенный четыре-пять раз масляным кремом и украшенный грильяжем. Пышный «франкфуртский венец», по мысли Альфонса Шубека, свидетельствует о благосостоянии франкфуртцев. Корж выпекают из песочного, венского или бисквитного теста в форме с отверстием посередине, обычно диаметром 26—28 см. Обычно разрезается на 12—18 порций. Калорийность 100 г «Франкфуртского венца» составляет 316 килокалорий.
Круглая форма «Франкфуртского венца», коктейльная вишня и обилие грильяжа в его оформлении призваны символизировать украшенную рубинами золотую корону императоров Священной Римской империи, которые короновались во Франкфурте-на-Майне. Торт придумали в 1735 году, тем не менее самый старый из сохранившихся рецептов относится к началу XX века. Масляным кремом украшают также верхнюю и боковую поверхности торта. Грильяж используется из миндаля, фундука или грецкого ореха. В прослаивании коржей может также применяться джем или желе.